# 歌川広恒
歌川 広恒（うたがわ ひろつね、生没年不詳）とは、江戸時代の浮世絵師。

## 来歴
歌川豊広の門人。歌川の画姓を称し一曜斎と号す。作画期は享和から文政の頃にかけてとされ、肉筆画を数点残している。

## 作品
- 「遊女詠歌図」　絹本着色　ボストン美術館所蔵　※「歌川廣恒画」の落款、「一曜齋」の白文方印と「歌川」の白文方印、「廣恒」の朱文方印あり
- 「時鳥を聴く江戸下町の娘図」　紙本着色　※「歌川廣恒画」の落款、「一曜齋」と「歌川」の印あり
- 「芸妓図」　※「東都　歌川廣恒畫」の落款あり
- 「立美人図」　紙本着色　※「歌川広恒画」の落款あり
- 「小松引の図」　絹本着色　※「一曜斎歌川広恒」の落款あり